# Ornithomimus
Ornithomimus ("fågelhärmare") är ett släkte strutsliknande dinosaurier som påträffats i Nordamerika, där den tros ha levt i slutet av kritaperioden för omkring 76, 5-67, 7 milj. år sedan. Fossil efter Ornithomimus har påträffats i Kanada (Alberta) och USA (Colorado, Utah, Wyoming och New Mexico). Ornithomimus är typsläkte för familj Ornithomimidae, även kända som "strutsdinosaurier".

## Historia

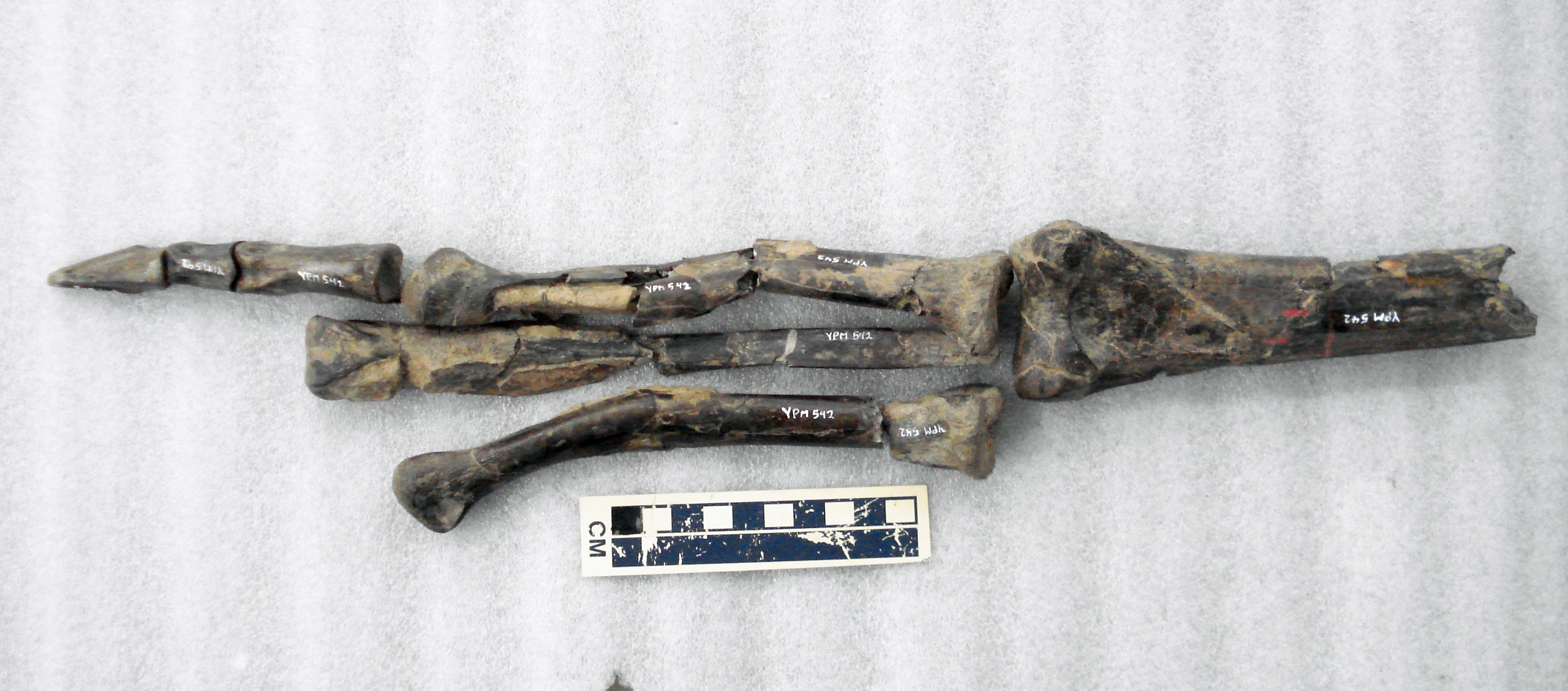
Typfossilet efter O. velox.

Släktet Ornithomimus med typarten O. velox upprättades av Othniel Charles Marsh 1890 baserat på delar av ett fossil från Colorado bestående av några mellanhandsben (YPM 548) samt ett skenben med mellanfot och en tå (YPM 542) som han tyckte hade stora likheter med motsvarande delar hos en nutida struts. Förutom holotypen för O. velox beskrev Marsh också skelettdelar från Montana som han trodde kom från två andra arter i släktet Ornithomimus, O. tenuis och O. grandis (sedermera har O. tenuis konstaterats vara ett nomen dubium och O. grandis en okänd tyrannosaurid).
Under åren som följde hittades flera andra fossil som också tillskrevs släktet Ornithomimus, men idag anses bara O. velox samt O. edmontonicus vara vetenskapligt giltiga. Övriga arter har konstaterats vara synonymer till O. edmontonicus, utgöra separata släkten (däribland Struthiomimus, Archaeornithomimus och Dromiceiomimus), eller komma från helt andra familjer med rovdinosaurier.
De flesta fossil som fortfarande tillförs släktet Ornithomimus räknas till O. edmontonicus, medan typarten fortfarande bara är känd från typexemplaret beskrivet av Marsh 1890. Det är därför svårt att bedöma vad som skiljer de båda arterna åt, men Claessens och Loewen konstaterade att O. velox och O. edmontonicus skiljer sig åt genom att den förstnämnda har mer robusta ben i foten.

## Beskrivning

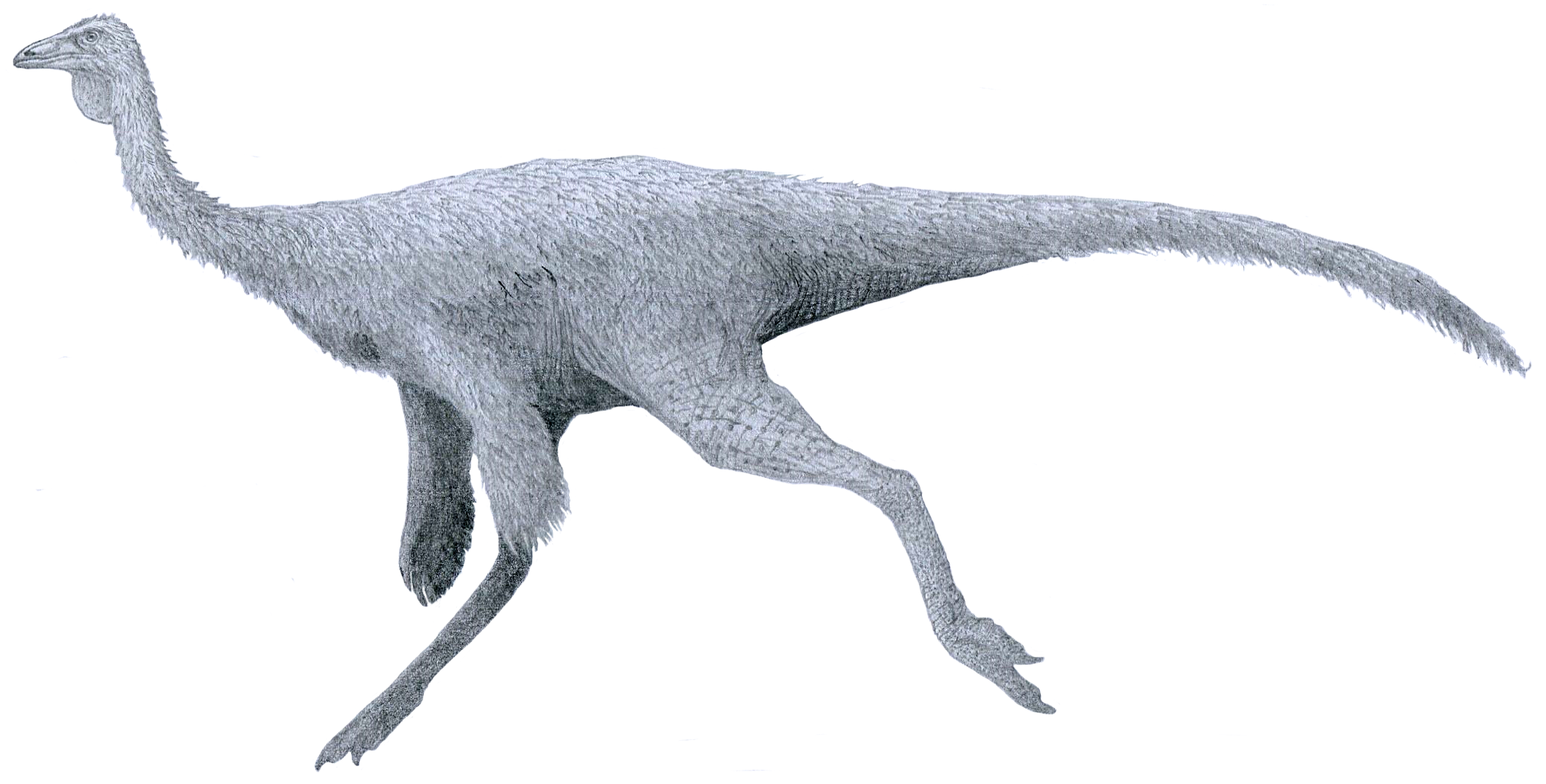
Illustration av springande Ornithomimus.

Ornithomimus storlek i jämförelse med en människa.

Ornithomimus var en typisk ornithomimosaurie som till kroppsbyggnad och storlek påminde om en nutida strutsfågel. Den rörde sig uteslutande på de långa, kraftiga bakbenen och hade lång hals, ett förhållandevis litet huvud med stora ögon och mun som bildade en spetsig och tandlös näbb. Till skillnad från strutsfåglar hade Ornithomimus långa, spinkiga framben med kloförsedda händer samt en lång svans att hålla balansen med. Kroppslängden uppgick till 3,5 meter och kroppsvikten beräknas ha legat kring 165–180 kilo.
Fossila fynd från Kanada tyder på att Ornithomimus hade fjädrar på kroppen. Unga Ornithomimus tycks ha varit klädda i dunliknande fjädrar, medan vuxna djur även hade långa fjädrar med spolar på frambenen som bildade "vingar" och längre fjädrar på svansen, medan benen och svansens undersida var nakna. Vingarnas funktion är okänd, men det har föreslagits att de skulle kunna ha använts i uppvisningssyfte vid parningsritualer eller för att täcka äggen i samband med ruvning.

## Ekologi

Storleksdiagram som visar Ornithomimus tillsammans med andra dinosaurier som den delade ekosystem med.

Ornithomimus delade livsutrymme med många andra dinosaurier såsom växtätande hadrosaurider, ceratopsider, pachycephalosaurider och ankylosaurider samt köttätande tyrannosaurider och dromaeosaurider. I likhet med andra ornithomimosaurier är forskare osäkra på huruvida Ornithomimus var allätare eller växtätare, även om en del forskare lutar åt det sistnämnda.
En studie på sklerotiska ringen hos olika utdöda archosaurier tyder på att Ornithomimus såg bra i svagt ljus och skulle ha kunnat vara aktiv vid gryning och skymning.

## Ornithomimus i populärkulturen
En ensam Ornithomimus jagas av människor till häst i filmen The Valley of Gwangi från 1969. Ornithomimus har även en framträdande roll i TV-serien Förhistoriska parken från 2006.